# Episodi di La strada per Avonlea (quarta stagione)
La quarta stagione della serie televisiva La strada per Avonlea è andata in onda su CBC Television dal 17 gennaio 1993 al 17 ottobre 1993.
| nº | Titolo originale         | Titolo italiano                  | Prima TV originale |
| -- | ------------------------ | -------------------------------- | ------------------ |
| 1  | Tug of War               | Braccio di ferro                 | 17 gennaio 1993    |
| 2  | Lady and the Blade       | I Cavalieri della Tavola Rotonda | 17 ottobre 1993    |
| 3  | Incident at Vernon River | Incidente a Vermont River        | 24 gennaio 1993    |
| 4  | Boys Will Be Boys        | Volontari                        | 31 gennaio 1993    |
| 5  | Moving On                | Amore oltre l'età                | 7 febbraio 1993    |
| 6  | Evelyn                   | Evelyn                           | 14 febbraio 1993   |
| 7  | The Dinner               | La cena                          | 21 febbraio 1993   |
| 8  | Heirs and Graces         | Il Duca                          | 28 febbraio 1993   |
| 9  | Hearts and Flowers       | Cuori e fiori                    | 7 marzo 1993       |
| 10 | Felicity's Perfect Beau  | L'Uomo giusto                    | 21 marzo 1993      |
| 11 | The Disappearance        | L'antiquario                     | 28 marzo 1993      |
| 12 | Home Movie               | La città del futuro              | 4 aprile 1993      |
| 13 | Hearth and Home          | Vite appese ad un filo...        | Sconosciuta        |